# Connor Bell
Connor Bell (sinh ngày 15 tháng 7 năm 1996) là một cầu thủ bóng đá người Anh, thi đấu cho Inverness Caledonian Thistle tại Scottish Championship.